# Ґоллен
Ґоллен (англ. Gollen) — римо-католицький святий, з Денбігширу. День пам'яті — 21 травня.

## Життєпис
Збереглося його Житіє XVI століття, написане валлійською мовою, але його історичність залишається під сумнівом. Згідно з цим житієм, святий Ґоллен виграв суперечку у язичника сарацина, що відбувся в присутності Папи Римського, після чого відправився у Корнуолл і Ґластонбері. Він переміг злу велетку в долині біля нинішнього Лланґоллена, що дозволило повернутися людям в ті краї. 
У житії вказано, що святий Ґоллен був сином Карадоґа Сухорукого, за іншими даними, він був сином Рідерха Щедрого.
Крім міста Лланґоллен у Денбігширі, ім'я Ґоллена носить церква святого в Корнуоллі та, можливо, церква у Ланґолані, що у Фіністері, Бретань.